# Шмартно (Брда)
Шмартно (словен. Šmartno, итал. San Martino) је насељено место у општини Брда, Горишка регија, Словенија.

## Историја
До територијалне реорганизације у Словенији било је у саставу старе општине Нова Горица.

## Становништво
У попису становништва из 2011. године, Шмартно је имало 199 становника.
| Број становника према пописима | Број становника према пописима | Број становника према пописима |
| ------------------------------ | ------------------------------ | ------------------------------ |
| 1991                           | 2002                           | 2011                           |
| 250                            | 222                            | 199                            |

## Галерија
- црквени торањ
- унутрашњост цркве
- детаљ
- улица
- детаљ
- кула на тврђави
- пролаз
- детаљ
- улаз у тврђаву
- пејзаж